# (10387) Bepicolombo
(10387) Bepicolombo ist ein Asteroid des Hauptgürtels, der am 18. Oktober 1996 von den italienischen Astronomen Piero Sicoli und Francesco Manca am Osservatorio Astronomico Sormano (IAU-Code 587) in Sormano entdeckt wurde.
Der Asteroid wurde nach dem italienischen Ingenieur und Mathematiker Giuseppe „Bepi“ Colombo (1920–1984) benannt, der besondere Leistungen bei der Berechnung der Flugbahnen für die Mariner-10- und Giotto-Missionen erbrachte.